# Iglesia de San Pedro de La Mezquita
La iglesia de San Pedro de La Mezquita es una iglesia de culto católico ubicada España, en la parroquia de La Mezquita, municipio de La Merca, comarca de Tierra de Celanova, Orense. Está considerada como una de las muestras más notables del románico gallego. En 1931 fue declarada Bien de Interés Cultural (BIC) con la categoría de Monumento histórico-artístico.

## Historia
Los orígenes de la actual iglesia, situada en tierras que fueron del dominio monástico de Celanova, se remontan probablemente a una construcción anterior de época prerrománica, cuya existencia dataría al menos del siglo X y está recogido en un texto de donaciones fechado el 10 de diciembre de 989, en el que «el confesor Vistrario da al obispo don Pelayo, al abad de Manilán y a los monjes de Celanova la vila de "Villare", situada en el territorio de Bubal, debajo de San Pedro de Mezquita y debajo del castro "Veiues"».
La construcción del edificio románico se llevó a cabo principalmente entre finales del siglo XII y  principios del siglo XIII, periodo de auge del románico en la región. A lo largo de los siglos, el templo ha sufrido modificaciones y añadidos, como la sacristía, construcción posterior que rompe en parte la armonía del diseño románico original.

## Arquitectura
La Iglesia de San Pedro da Mezquita presenta una planta de nave única rectangular, unida al ábside semicircular por el habitual presbiterio. Destaca la calidad y el detalle de su decoración escultórica, especialmente visible en sus fachadas.

### Exterior
- Fachada Occidental: Es la fachada principal y la más significativa del templo. Se estructura verticalmente en tres cuerpos definidos por prominentes contrafuertes. En la parte inferior se abre una portada con arquivoltas abocinadas ligeramente apuntadas y profusamente decoradas con motivos geométricos, vegetales y figurados. El tímpano alberga una cruz inscrita en un círculo y una representación del Agnus Dei (Cordero de Dios), con la particularidad de que en este caso el cordero mira hacia el norte, algo poco común en Galicia. Las arquivoltas descansan sobre columnas con capiteles esculpidos con diversas temáticas. En las enjutas, por encima de las arquivoltas, se sitúan dos esculturas de bulto redondo: una figura de San Pedro, titular del templo (identificable por portar unas llaves), y una figura femenina, interpretada por algunos especialistas como Santa Ana o la Virgen María. Sobre la portada principal, hay un ventanal de estilo románico y, coronando el hastial, un óculo. Una [cornisa]] sostenida por nueve canecillos esculpidos recorre la parte superior de la fachada.

- Ábside: De planta semicircular, el ábside está dividido en paños por columnas adosadas. Tres de estos paños presentan ventanas abocinadas decoradas con arquivoltas y capiteles. La cornisa que remata el ábside se apoya sobre ménsulas también esculpidas.

- Fachadas Laterales: Las fachadas norte y sur cuentan con contrafuertes para reforzar los muros y presentan portadas secundarias, como la portada meridional con su propio tímpano y decoración. Una línea de imposta divide horizontalmente las cuatro fachadas.[4]

- Torre-Campanario: Se levanta adosada a la fachada occidental en su lado suroeste.

### Interior
El interior de la nave única se articula mediante arcos fajones que descansan sobre semicolumnas adosadas a los muros laterales. El tramo recto del presbiterio se une al ábside mediante un doble arco. El ábside se cubre con Bóveda de cuarto de esfera, mientras que el presbiterio lo hace con Bóveda de cañón. En el interior se conservan algunas imágenes de época barroca y un pequeño retablo ubicado en la sacristía. 
La iluminación de la nave se realiza por un total de ocho vanos: dos en el hastial occidental; uno en el piñón oriental; tres en el muro norte y dos en el sur. En el ábside se abren un total de cinco vanos.

## Patrimonio Artístico
El valor artístico de la Iglesia de San Pedro da Mezquita reside fundamentalmente en su arquitectura y en su extenso y rico programa escultórico románico. Los capiteles, las ménsulas, el tímpano y las figuras de las portadas son ejemplos sobresalientes de la escultura románica gallega, evidenciando la maestría de los talleres que trabajaron en el templo. A pesar de que los retablos originales fueron retirados en intervenciones posteriores, la iglesia conserva algunas piezas de mobiliario litúrgico e imágenes de interés.